# Klippfasan
Klippfasan (Catreus wallichii) är en hotad bergslevande asiatisk fågel i familjen fasanfåglar inom ordningen hönsfåglar.

## Kännetecken

### Utseende
Klippfasanen är en stor och färglös fasan med lång, brett bandad stjärt, tydlig tofs och röd bar hud i ansiktet. Storleksskillnaden mellan könen är stor, där hanen uppnår 90-118 cm (varav stjärten 45-58) och honan endast 61-76 cm (stjärte 32-47 cm). Hanen är renare och tydligare tecknad än honan, med tydlig bandning på manteln, grå hals med inga eller få teckningar och bredare bandning på stjärten.

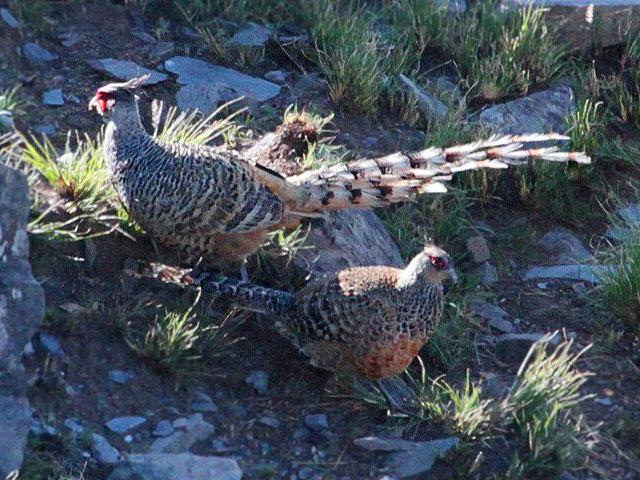
Hane och hona klippfasan.

### Läte
Lätet återges i engelsk litteratur som ett högljutt "chir-a-pir chir-a-pir chir chir-chirwa chirwa" samt ett ljust och genomtränfande "chewewoo" uppblandat med korta "chut" och hårda staccatotoner.

## Utbredning och systematik
Fågeln förekommer i västra Himalaya från nordöstra Pakistan till västcentrala Nepal. Tidigare uppgifter om att arten skulle finnas i östra Afghanistan och Sikkim anses nu vara felaktiga. Den placeras som ensam art i släktet Catreus och behandlas som monotypisk, det vill säga att den inte delas in i några underarter. Enligt genetiska studier är arten närmast släkt med öronfasanerna i Crossoptilon.

## Levnadssätt
Klippfasanen gör skäl för sitt namn. Den återfinns på branta och klippiga sluttningar med buskvegetation, gräs och spridda stånd av träd, vanligen mellan 1445 och 3050 mters höjd, ibland ner till åtminstone 950 meter. Den har även påträffats i ungskog samt en- och rhododendronskog på gräsrika sluttningar. Den gräver efter rötter och rotknölar, men äter även frön, bär och insekter. Fågeln har noterats häcka i maj, juni och september i Indien och lägger 6-12 ägg.

## Status och hot
Klippfasanen har ett naturligt fragmenterad utbredningsområde och en liten världspopulation uppskattad till endast 2 500-10 000 vuxna individer. Den tros dessutom minska i antal på grund av överintensivt bete och jakt. Internationella naturvårdsunionen IUCN kategoriserar därför arten som sårbar. Dess förkärlek för återväxande marker gör att den dras till mänsklig bebyggelse, vilket gör den än sårbarare för jakt.

## Namn
Fågelns vetenskapliga artnamn hedrar Nathaniel Wallich (född Nathan ben Wulff, 1786-1854), dansk kirurg, botaniker, överintendent på Oriental Museum of Asiatic Society 1814, överintendent på East India Company Botanical Gardens i Calcutta 1817-1846 samt samlare av specimen i Indien, Myanmar, Nepal och Singapore.